# 伊瓦尔
伊瓦尔（法語：Yvoir，法語發音：[ivwaʁ]）是比利时瓦隆大区那慕爾省迪南区的一个市镇，通行法语，是比利时法语社群的一部分，面积56.84平方千米，人口9,163人（2018年1月1日）。

## 友好城市
- 法國 阿蒂尔（今布拉扎克-伊勒-马努瓦尔）
- 瑞典 芬斯蓬市镇
- 法國 日韦
- 德国 施特龙贝格
- 法國 维托